# دن بونگینو
دنیل جان بونگینو (زادهٔ ۴ دسامبر ۱۹۷۴) مفسر سیاسی محافظه‌کار آمریکایی، مجری رادیو و مأمور سابق اجرای قانون است که از سال ۲۰۲۵ به عنوان بیستمین معاون مدیر اداره تحقیقات فدرال خدمت کرده است. او مجری برنامه دن بونگینو در شبکه رامبل و پیش از این تا آوریل ۲۰۲۳ مجری برنامه بدون فیلتر با دن بونگینو در شبکه فاکس نیوز بود.
بونگینو فعالیت خود را به عنوان افسر اداره پلیس شهر نیویورک از سال ۱۹۹۵ تا ۱۹۹۹ آغاز کرد و سپس از سال ۱۹۹۹ تا ۲۰۱۱ به عنوان مأمور سرویس مخفی ایالات متحده خدمت کرد. او بعداً سه بار به عنوان یک جمهوری‌خواه برای کنگره نامزد شد که ناموفق بود. در ۲۳ فوریه ۲۰۲۵، رئیس‌جمهور دونالد ترامپ اعلام کرد که بونگینو به عنوان معاون بعدی مدیر اداره تحقیقات فدرال منصوب شده است. او پس از پایان نقش مفسری خود در ۱۴ مارس، در ۱۷ مارس این سمت را به عهده گرفت.

## اوایل زندگی و تحصیلات
دنیل جان بونگینو در کویینز، نیویورک سیتی متولد و بزرگ شد. او اصالتاً ایتالیایی است.
او در سال ۱۹۹۲ از دبیرستان اسقف اعظم مولوی، یک دبیرستان کاتولیک پسرانه در جامائیکا، کوئینز، فارغ‌التحصیل شد. او در کالج کوئینز تحصیل کرد و مدرک لیسانس و فوق لیسانس خود را در رشته روان‌شناسی دریافت کرد. او همچنین مدرک فوق لیسانس مدیریت بازرگانی را از دانشگاه ایالتی پنسیلوانیا دریافت کرد.

## دوران خدمت در سرویس مخفی و نیروی انتظامی (۱۹۹۵–۲۰۱۱)
بونگینو از سال ۱۹۹۵ تا ۱۹۹۹ به عنوان افسر پلیس در اداره پلیس شهر نیویورک کار می‌کرد.
بونگینو در سال ۱۹۹۹ به عنوان مأمور ویژه به سرویس مخفی ایالات متحده پیوست. در سال ۲۰۰۲، او دفتر میدانی نیویورک را ترک کرد تا به عنوان مربی در آکادمی آموزشی سرویس مخفی در بلتسویل، مریلند مشغول به کار شود. در سال ۲۰۰۶، او در دوره دوم ریاست جمهوری جورج دابلیو بوش به بخش حفاظت ریاست جمهوری منصوب شد. او پس از ریاست جمهوری باراک اوباما نیز در این سمت باقی ماند و در ماه مه ۲۰۱۱ برای شرکت در انتخابات سنای ایالات متحده، آنجا را ترک کرد.
همچنین در سال ۲۰۱۱، روزنامه بالتیمور سان گزارش داد که بونگینو بازرس اصلی یک طرح کلاهبرداری اجاره خودرو بوده است. کار او در متهم شدن دو نفر به اتهام کلاهبرداری بانکی فدرال نقش داشته است.
بونگینو توسط همکاران سابقش در سرویس مخفی به دلیل استفاده از پیشینه سرویس مخفی خود به عنوان بخشی از تلاش برای کسب مقام سیاسی و ادعای داشتن اطلاعات محرمانه بر اساس مکالماتی که در کاخ سفید اوباما شنیده بود، مورد انتقاد قرار گرفت. یکی از همکاران سابقش او را به «تلاش برای جلب توجه به خود و… ربودن برند سرویس مخفی» متهم کرد. بونگینو گفت که به «مباحثات سطح بالا» در کاخ سفید دسترسی داشته است.
بونگینو ادعای زادگاه‌گرایی، یعنی ادعایی مبنی بر اینکه رئیس‌جمهور اوباما در خارج از ایالات متحده متولد شده است، را رد کرد.

## حرفه رسانه‌ای

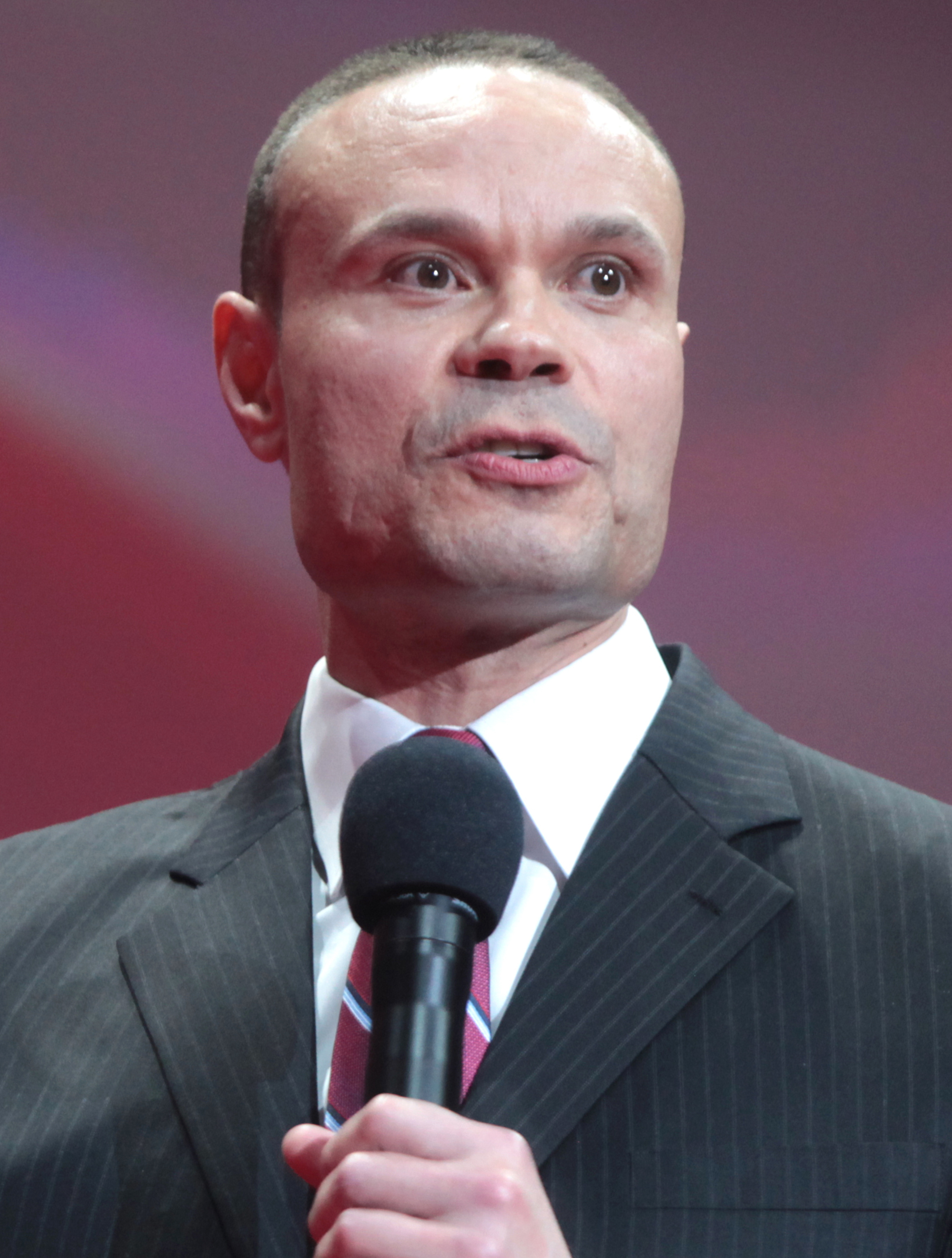
بونگینو در ۲۰۱۶

بونگینو مجری و مفسر رادیویی در برنامه‌های محلی و ملی بوده است. او مجری مهمان برنامه «شان هانیتی» و «مارک لوین» بوده و در WMAL-FM در واشینگتن دی سی و WBAL در بالتیمور نیز فعالیت داشته است. او تا دسامبر ۲۰۱۸ به عنوان همکار حقوقی برای ان‌آرای‌تی‌وی فعالیت می‌کرد. او همچنین در دسامبر ۲۰۱۸ مجری مهمان برنامه «هانیتی» در فاکس نیوز بود.
در دسامبر ۲۰۱۹، بونگینو گزارش بونگینو را به عنوان جایگزینی برای دراج ریپورت راه‌اندازی کرد. او از مت دراج، بنیان‌گذار گزارش دراج، به دلیل تغییر موضع ادعایی‌اش از حمایت از دونالد ترامپ انتقاد کرد.
در اکتبر ۲۰۲۰، پولیتیکو گزارش داد که پست‌های بونگینو در فیس‌بوک معمولاً جزو بیشترین تعداد اشتراک‌گذاری در این پلتفرم هستند.
پس از حمله به ساختمان کنگره ایالات متحده در ۶ ژانویه، حساب توییتر بونگینو در ۷ ژانویه به دلیل نقض سیاست «صداقت مدنی» این پلتفرم به‌طور موقت به حالت تعلیق درآمد. او در پادکست خود استدلال کرد که خشونت سیاسی توسط جنبش‌های چپ‌گرا عادی‌سازی شده است و رسانه‌های لیبرال را به ریاکاری در پوشش اعتراضات متهم کرد.
در مارس ۲۰۲۱، شرکت کومولوس مدیا با بونگینو قرارداد بست تا جایگزین برنامه راش لیمبا در ایستگاه‌های رادیویی گفتگوی خود شود و در عین حال پادکست یک ساعته او را نیز پخش کند. در ماه مه همان سال، فاکس نیوز اعلام کرد که او برنامه «بدون فیلتر» را با دن بونگینو اجرا خواهد کرد که در ۵ ژوئن پخش شد. بین ژوئیه و اوت ۲۰۲۱، او برنامه «کنسل شده در ایالات متحده آمریکا» را اجرا کرد، یک مجموعه پنج قسمتی از فاکس نیشن در مورد فرهنگ کنسل کردن. مجله تاکرز تخمین زد که برنامه رادیویی او تا اکتبر ۲۰۲۱، ۸/۵ میلیون شنونده داشته است که در بین برنامه‌هایی که برای جانشینی لیمبا رقابت می‌کنند، رتبه دوم را دارد.
در ژانویه ۲۰۲۲، یوتیوب بونگینو را به دلیل تلاش برای دور زدن تعلیق موقت مربوط به ویدئویی که اثربخشی ماسک‌ها را در طول دنیاگیری کووید-۱۹ زیر سؤال می‌برد، به‌طور دائم مسدود کرد. پیش از این ممنوعیت، او پادکست خود را به رامبل منتقل کرده بود.
در ۱۱ دسامبر ۲۰۲۲، بونگینو اعلام کرد که قصد دارد در پایان قراردادش، برنامه رادیویی خود در کومولوس را پایان دهد. کومولوس از ژوئن ۲۰۲۳ شروع به حذف تدریجی برنامه او از برنامه‌های ایستگاه‌های خود کرد. با این حال، در دسامبر ۲۰۲۳، او مسیر خود را تغییر داد و تمدید قرارداد چند ساله با وست‌وود وان را تضمین کرد. پس از پذیرش سمت بونگینو در اف‌بی‌آی در سال ۲۰۲۵، وست‌وود وان، وینس کوگلیانز، شخصیتی مستقر در WMAL-FM، را جایگزین بونگینو کرد.
در ۲۰ آوریل ۲۰۲۳، بونگینو با اشاره به شکست مذاکرات قرارداد، جدایی خود از فاکس نیوز را اعلام کرد.

### اختلاف نظر بر سر الزامات واکسن کووید-۱۹
در ۱۹ اکتبر ۲۰۲۱، بونگینو گفت که با الزام واکسیناسیون شرکت‌ها مخالف است، اگرچه گفت که واکسینه شده است. او از کارفرمای خود، کومولوس مدیا، خواست تا به الزام واکسیناسیون خود که در ماه سپتامبر اعلام شده بود، پایان دهد. کارمندان واکسینه نشده در کومولوس پیش از این در ۱۱ اکتبر اخراج و جایگزین شده بودند.
بونگینو در برنامه‌اش گفت: «شما می‌توانید من یا دستور [واکسیناسیون] را داشته باشید. اما نمی‌توانید هر دوی ما را داشته باشید.» پس از تقریباً دو هفته مرخصی، او بازگشت تا اعلام کند که در حال مذاکره در مورد اولتیماتوم خود با کومولوس است، و صندوقی را برای کارمندان سابق کومولوس که به دلیل دستور واکسیناسیون اخراج شده بودند، راه‌اندازی می‌کند.
برایان روزنوالد، مورخ رادیو گفتگو، معتقد بود که درخواست بونگینو هرگز یک اولتیماتوم نبوده و دلیل کمی برای قطع روابط کومولوس یا میزبان آن می‌بیند. روزنوالد اظهار داشت:
فکر می‌کنم تا حدودی این یک ترفند بدبینانه بود. به خاطر آن پلتفرم، انگیزه‌ای برای او وجود داشت که با آنها بماند، و آنها پول زیادی را برای راه‌اندازی و توسعه این نمایش سرمایه‌گذاری کرده‌اند.

## آرمان‌های سیاسی
بونگینو در سال ۲۰۱۲ در انتخابات سنای ایالات متحده در مریلند شرکت کرد، اما موفق نشد. برایان مورفی، نامزد سابق فرمانداری، رئیس ستاد انتخاباتی او بود. بونگینو در انتخابات مقدماتی جمهوری‌خواهان در ۳ آوریل ۲۰۱۲ با ۳۳٫۸ درصد آرا پیروز شد و نه نامزد دیگر را شکست داد. او در انتخابات عمومی با اختلاف فاحشی شکست خورد و تنها ۲۶٫۶ درصد آرا را در مقابل بن کاردین، دموکرات فعلی، در یک رقابت انتخاباتی سه‌جانبه به دست آورد.

### انتخابات مجلس نمایندگان ۲۰۱۴
بونگینو در انتخابات سال ۲۰۱۴ برای کسب کرسی مجلس نمایندگان ایالات متحده از حوزه انتخابیه ششم مریلند در مقابل جان دلینی، دموکرات فعلی، رقابت کرد. بونگینو با اختلاف کمی ۱٫۵ درصد از دلینی شکست خورد. بونگینو چهار شهرستان از پنج شهرستان این حوزه انتخابیه را در اختیار داشت، اما در سهم حوزه انتخابیه از شهرستان مونتگومری در حومه بیرونی واشینگتن، ۲۰۵۰۰ رأی کمتر داشت.

### انتخابات مجلس نمایندگان ۲۰۱۶

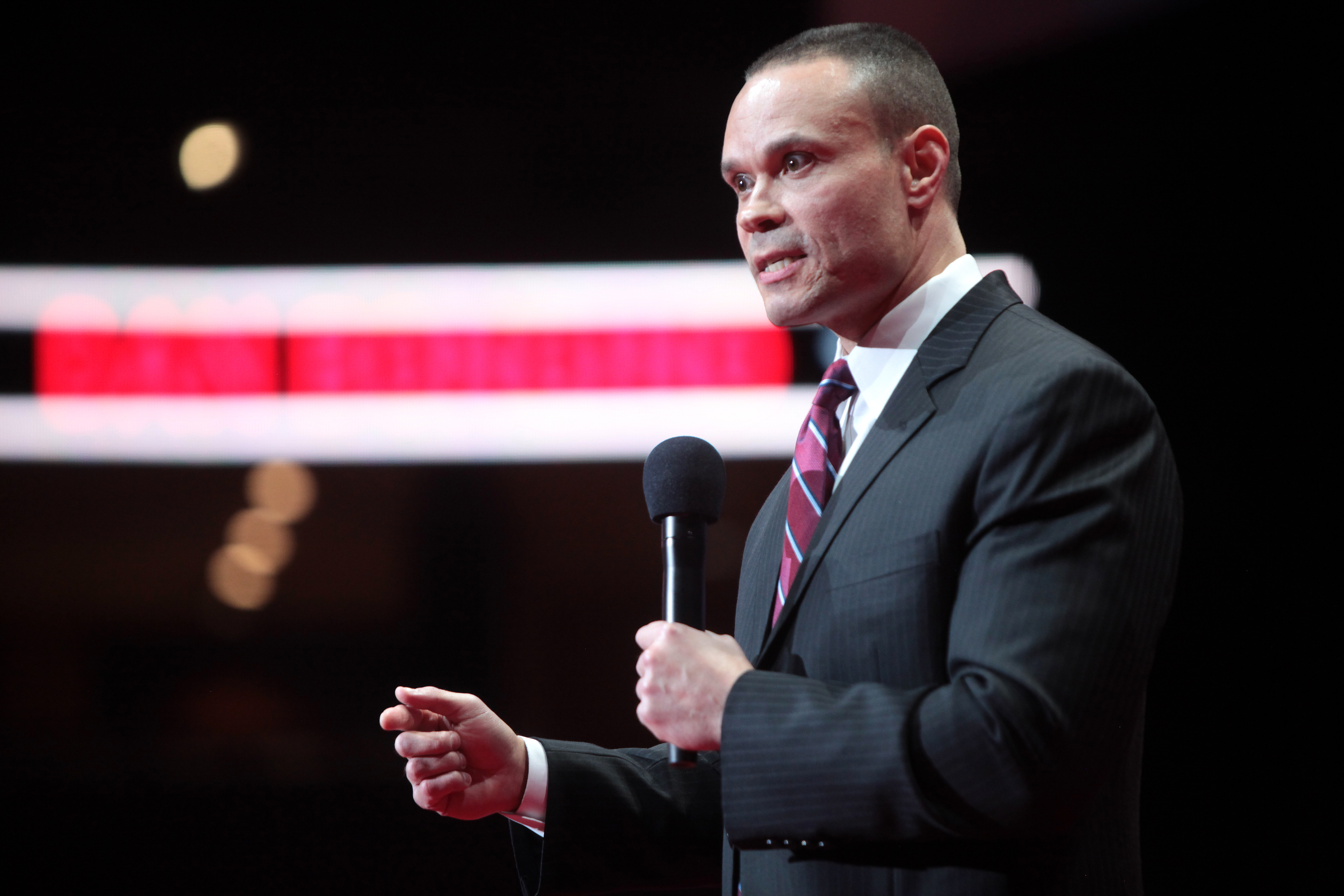
بونگینو در حال سخنرانی در یک رویداد در فوریه ۲۰۱۶

بونگینو پس از نقل مکان به فلوریدا در سال ۲۰۱۵، به فکر نامزدی برای سنای ایالات متحده و حوزه انتخابیه هجدهم کنگره فلوریدا در سال ۲۰۱۶ بود. با این حال، در ژوئن ۲۰۱۶، بونگینو اعلام کرد که برای نامزدی جمهوری‌خواهان برای حوزه انتخابیه نوزدهم کنگره فلوریدا تلاش خواهد کرد. او در انتخابات مقدماتی با چانسی گاس، عضو شورای شهر سانیبل که در سال ۲۰۱۲ به دنبال این کرسی بود، و فرانسیس رونی، تاجر و سفیر سابق ایالات متحده در واتیکان، روبه‌رو شد.
در مصاحبه‌ای در اوت ۲۰۱۶ با خبرنگار پولیتیکو، بونگینو به خبرنگاری که دربارهٔ داستانی در روزنامه ناپل دیلی نیوز پرسیده بود و بونگینو آن را غیرصادقانه خوانده بود، ناسزا گفت. این تماس تلفنی ضبط شده توسط پولیتیکو منتشر شد. او در انتخابات مقدماتی اوت ۲۰۱۶ در جایگاه سوم قرار گرفت و نامزدی را به رونی باخت.

## معاون مدیر اف‌بی‌آی (۲۰۲۵–تاکنون)
در ۲۳ فوریه ۲۰۲۵، رئیس‌جمهور دونالد ترامپ در برنامه تروث سوشال اعلام کرد که بونگینو معاون بعدی مدیر اداره تحقیقات فدرال خواهد بود. بونگینو در ۱۷ مارس به این سمت منصوب شد. برخلاف مدیر FBI، سمت معاون مدیر نیازی به تأیید سنا ندارد.
در ۱۱ ژوئیه، سی‌ان‌ان گزارش داد که بونگینو در حال بررسی استعفا به دلیل تحقیقات وزارت دادگستری در مورد مرگ جفری اپستین است.

## دیدگاه‌ها و اظهارات سیاسی
در سال ۲۰۱۸، بونگینو گفت: «تمام زندگی من در حال حاضر در مورد داشتن کتاب‌های الکترونیکی است. همین.» او از حامیان رئیس‌جمهور دونالد ترامپ است.
به گفته مادر جونز، بونگینو عضو گروندسول، گروهی از فعالان محافظه‌کار است که برای پیشبرد اهداف محافظه‌کارانه تلاش می‌کنند.
بونگینو تحقیقات در مورد تبانی احتمالی ترامپ و روسیه را «کلاهبرداری کامل» خوانده است، و از طرفداران نظریه توطئه اسپایگیت است. در ماه مهٔ ۲۰۱۸، ترامپ در توییتی به نقل از او نوشت که جان برنان، مدیر سابق سیا، «کل جامعه اطلاعاتی را بی‌آبرو کرده است. او تنها کسی است که تا حد زیادی مسئول تخریب اعتماد آمریکایی‌ها به جامعه اطلاعاتی و برخی از افراد در راس اف‌بی‌آی است.» همچنین از بونگینو نقل شده است که ادعا می‌کند برنان «نگران ماندن در زندان» است.
در مهٔ ۲۰۱۸، پس از آنکه تری گودی، نماینده جمهوری‌خواه کنگره و برخی از کارشناسان حقوقی محافظه‌کار، ادعاهای ترامپ مبنی بر جاسوسی اف‌بی‌آی از مبارزات انتخاباتی ریاست جمهوری او در سال ۲۰۱۶ را به چالش کشیدند، بونگینو ادعا کرد که گودی توسط وزارت دادگستری «گول خورده» است. در فوریهٔ ۲۰۱۹، او راد روزنشتاین، معاون دادستان کل، را به تلاش برای کودتا علیه ترامپ متهم کرد.
بنا به گزارش‌ها، بونگینو در جریان جلسات استماع در مورد خشونت پلیس به کمیته قضایی مجلس گفته است که تلاش‌ها برای کاهش بودجه ادارات پلیس «عملی شنیع» است که باید «قبل از اینکه کسی آسیب ببیند» کنار گذاشته شود.
پس از آنکه جو بایدن در انتخابات ۲۰۲۰ پیروز شد و ترامپ از پذیرش شکست خودداری کرد، بونگینو از ادعاهای دروغین خود مبنی بر تقلب در انتخابات حمایت کرد و ادعا کرد که دموکرات‌ها در انتخابات تقلب کرده‌اند. او توسط گروه فعال جهانی «آواز» در میان پنج «بزرگ‌ترین منتشرکننده اطلاعات نادرست انتخاباتی» قرار گرفت.
بونگینو از منتقدان سرسخت الزام استفاده از ماسک در دوران همه‌گیری کووید-۱۹ بود و اظهار داشت که ماسک‌های صورت تا حد زیادی بی‌اثر هستند و گاهی آنها را به عنوان «پوشک صورت» مسخره می‌کرد.

## نوشتن
بونگینو کتاب‌های متعددی در رابطه با حرفه خود در اجرای قانون، سیاست و حمایت از دونالد ترامپ نوشته است.
اولین کتاب او با عنوان «زندگی درون حباب» در سال ۲۰۱۳ منتشر شد و جزئیات تجربیات او به عنوان یک مأمور سرویس مخفی، از جمله کار او در محافظت از روسای جمهور جورج دبلیو بوش و باراک اوباما، تحقیق در مورد جرایم فدرال و نامزدی برای مجلس سنای ایالات متحده را شرح می‌دهد. در سال ۲۰۱۶، او کتاب «مبارزه: روایت درونی یک مأمور سرویس مخفی از شکست‌های امنیتی و ماشین سیاسی» را منتشر کرد که بر مسائل امنیتی و فساد سیاسی تمرکز دارد.
در سال ۲۰۱۹، بونگینو کتاب «اسپای‌گیت: تلاش برای خرابکاری در دونالد جی. ترامپ» را منتشر کرد که نظریه توطئه «اسپای‌گیت» را ترویج می‌دهد و ادعا می‌کند که نظارت نادرستی بر کمپین انتخاباتی دونالد ترامپ در سال ۲۰۱۶ صورت گرفته است. بعداً در همان سال، او کتاب «تبرئه شده: شکست خورده‌ترین کتاب دونالد ترامپ توسط باتلاق» را منتشر کرد که با نماد خنجر در فهرست پرفروش‌ترین‌های نیویورک تایمز قرار گرفت، که نشان می‌دهد فروش عمده بر رتبه‌بندی آن تأثیر گذاشته است. در اوت ۲۰۲۰، بونگینو انکار کرد که خریدهای عمده در رتبه‌بندی کتاب نقش داشته‌اند و اظهار داشت که تنها رویداد فروش عمده یک ماه پس از ظاهر شدن آن در فهرست رخ داده است.

## زندگی شخصی
بونگینو با پائولا آندره‌آ، با نام خانوادگی مارتینز، که در کلمبیا متولد شده است، ازدواج کرده است. آنها دو دختر دارند. در سال ۲۰۱۲، او و همسرش سه کسب و کار خانگی را اداره می‌کردند، از جمله فروش پوشاک هنرهای رزمی، طراحی وب‌سایت و مشاوره در زمینه امنیت و مدیریت ریسک. بونگینو هنگام نامزدی برای انتخابات در سال ۲۰۱۶، از صحبت در مورد منافع تجاری خود خودداری کرد و گفت که او و همسرش آنها را تعطیل کرده‌اند.
بونگینو از سال ۲۰۰۲ تا ۲۰۱۵ در سورنا پارک، مریلند زندگی می‌کرد و سپس به پالم سیتی، فلوریدا نقل مکان کرد.
بونگینو در ژوئن ۲۰۲۰ اعلام کرد که «سهام مالکیت» با ارزش نامشخصی را در پارلر، یک پلتفرم رسانه اجتماعی جایگزین، خریداری کرده است. 

### تشخیص سرطان
در ۲۳ سپتامبر ۲۰۲۰، بونگینو اعلام کرد که یک تومور هفت سانتی‌متری در گلویش پیدا شده است. او افزود که مطمئن نیست تومور سرطانی است یا خوش‌خیم، اما در ۲۵ سپتامبر برای غربالگری بیشتر به نیویورک پرواز خواهد کرد. در ۲ اکتبر، او گفت که از پزشکان «تماس تلفنی بدی» دریافت کرده است و اعلام کرد که در ۷ اکتبر تحت عمل جراحی قرار خواهد گرفت.
پس از عمل جراحی، او در توییتی نوشت که «کل تومور» از گردنش خارج شده است، اما احتمالاً به لنفوم مبتلا شده است. او گفت که در آینده تحت درمان قرار خواهد گرفت. در ۱۶ اکتبر، او تأیید کرد که رسماً تشخیص لنفوم هوچکین را دریافت کرده است و افزود که با مشورت پزشکانش به درمان ادامه خواهد داد. در مصاحبه‌ای در ژوئیهٔ ۲۰۲۱، بونگینو گفت که سرطان را «شکست داده است».